# Pseudohemiculter dispar
Pseudohemiculter dispar es una especie de peces de la familia de los Cyprinidae en el orden de los Cypriniformes.

## Morfología
Los machos pueden llegar alcanzar los 21,5 cm de longitud total.

## Hábitat
Vive en agua dulce y en agua salobre. Su hábitat natural es bentopelágico, es decir por encima del fondo, y de clima subtropical.

## Distribución geográfica
Se encuentra en la cuenca de los ríos Mekong y Nam Ma en Laos. También está presente en el centro y norte del Vietnam, en la cuenca del río Yangtse y al sur de la China.

## Amenazas
Pseudohemiculter dispar se encuentra en estado vulnerable. Las causas son presas, diques y otras construcciones con las que se modifican los ríos en que vive. Por las modificaciones se producen cambios en los ciclos de crecida y estiaje y en las cantidades de sedimento y oxígeno en el agua. Otras amenazas son la contaminación del agua por las ciudades, por la agricultura y por la industria.